# Ullastrell
Ullastrell település Spanyolországban, Barcelona tartományban. Lakosainak száma 2176 fő (2024).

## Földrajza
Ullastrell Abrera, Viladecavalls, Terrassa, Rubí és Castellbisbal községekkel határos.

## Népesség
A település lakosságának változását az alábbi diagram mutatja:
| Lakosok száma | 55   | 728  | 722  | 639  | 865  | 1405 | 1864 | 2056 | 2093 | 2176 |
|               | 1717 | 1887 | 1936 | 1960 | 1986 | 2004 | 2009 | 2014 | 2019 | 2024 |